# Доместик
Доме́стик (греч. δομέστικος, от лат. domesticus) — гражданский, церковный и военный титул Поздней Римской империи и Византийской империи.

## История
Доместики ведут своё начало от корпуса протекторов доместиков, созданного в конце III века. Это был корпус людей, который служил в качестве штата римского императора, а также функционировал как школа чиновника. Они продолжали существовать в Восточной Римской империи до конца VI века. В византийском войске протекторы доместики исчезли в VII веке, а имя осталось в названии некоторых органов охраны (гвардий). После создания тагм в середине VIII века, четыре из них, схолы, экскувиторы, гиканаты и нумеры, а также однозначно фема Оптиматы были под начальством доместика. К ним была добавлена недолго просуществовавшая тагма Атанатов в конце X века .
Самым важным из доместиков оказался доместик схол (греч. δομέστικος των σχολών) в X веке. Он имел наибольшее влияние, будучи верховным главнокомандующим армии, по влиянию уступая лишь императору. Но его полномочия уже в том же веке были разделены между двумя доместиками — восточным и западным схолами, командовавшими вооруженными силами в Малой Азии и Европе (на Балканах), соответственно. В качестве главнокомандующего армии доместик схол был заменен великим доместиком в XII—XIII веках, в то время как обычный титул доместика стал почётным званием, присуждаемым чиновникам среднего уровня в эпоху Палеологов.
Титул великого доместика (греч. μέγας δομέστικος) присваивался главнокомандующему армией и был ниже императора. Его точное происхождение остаётся не вполне ясным. Он впервые упоминается в IX веке и происходит, по всей видимости, от титула доместика схол с эпитетом «великий» для обозначения высшей власти его владельца. Оба названия, видимо, сосуществовали некоторое время, пока великий доместик полностью не вытеснил более ранний титул к середине XI века, хотя должность и после этого иногда называли великим доместиком схол. В правление династии Комнинов великий доместик иногда командовал целой армией Востока или Запада.
В эпоху Палеологов должность первоначально находилась ниже, чем должности провестиария и великого стратопедарха, но была поднята в середине XIV века и с тех пор являлась одним из самых высоких рангов, ниже только Цезаря. Он оставался формальным командующим вооруженными силами, хотя на самом деле титул даровался военачальникам и высокопоставленным придворным, таким как, в частности Георгию Музалону, Алексею Филису, Иоанну Палеологу (брат Михаила VIII Палеолога), Михаилу Тарханиоту, Алексею Стратигопулу и Иоанну Кантакузину (будущий император Иоанн VI). Полномочия доместика также включали различные церемониальные функции, что было указано в списке чинов псевдо-Кодина. Также титул доместика носили и гражданские, и церковные чины.